# Henry G. Burleigh

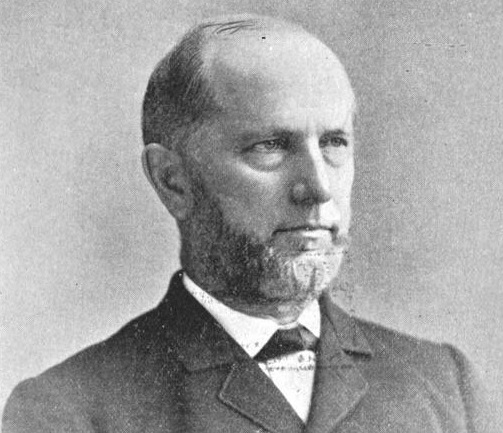
Henry Gordon Burleigh

Henry Gordon Burleigh (* 2. Juni 1832 in Canaan, New Hampshire; † 10. August 1900 in Whitehall, New York) war ein US-amerikanischer Politiker. Zwischen 1883 und 1887 vertrat er den Bundesstaat New York im US-Repräsentantenhaus.

## Werdegang
Henry Gordon Burleigh besuchte Gemeinschaftsschulen. Die Familie zog 1846 nach New York und ließ sich in Ticonderoga im Essex County nieder. Dort ging er dem Abbau von Eisenerz nach, verfolgte aber auch Geschäfte mit Bauholz und Kohle. Darüber hinaus war er im Transportwesen tätig. Er bekleidete in den Jahren 1864 und 1865 den Posten des Supervisor in der Town von Ticonderoga. 1867 zog er nach Whitehall im Washington County. Er saß 1876 in der New York State Assembly. Politisch gehörte er der Republikanischen Partei an. Als Delegierter nahm er in den Jahren 1880, 1884, 1888, 1892 und 1896 an den Republican National Conventions teil.
Bei den Kongresswahlen des Jahres 1882 für den 48. Kongress wurde Burleigh im 17. Wahlbezirk von New York in das US-Repräsentantenhaus in Washington, D.C. gewählt, wo er am 4. März 1883 die Nachfolge von Walter A. Wood antrat. Im Jahr 1884 kandidierte er im 18. Wahlbezirk von New York für den 49. Kongress. Nach einer erfolgreichen Wahl trat er am 4. März 1885 die Nachfolge von Frederick A. Johnson an. Bei seiner Wiederwahlkandidatur im Jahr 1886 erlitt er eine Niederlage und schied nach dem 3. März 1887 aus dem Kongress aus.
Am 10. August 1900 verstarb er in Whitehall und wurde dann auf dem Mount Hope Cemetery in Ticonderoga beigesetzt.